# Alexandros Vrasivanopoulos
Alexandros Vrasivanopoulos (en grec Αλέξανδρος Βρασιβανόπουλος; Volos, 1890 - ?) va ser un tirador grec que va competir a començaments del segle xx.
El 1920 va prendre part en els Jocs Olímpics d'Anvers, on disputà tres proves del programa de tir. Guanyà la medalla de plata en la prova de pistola militar, 30 metres per equips. En la de pistola lliure, 50 metres per equips fou quart i en la de rifle lliure 300 metres, 3 posicions per equips tretzè.